# Gernot Böhme
Gernot Böhme (Dessau, 3 gennaio 1937 – 20 gennaio 2022) è stato un filosofo tedesco.
È stato professore di filosofia presso l'Università di Darmstadt e si è interessato in particolare di filosofia della scienza, estetica, etica e antropologia filosofica. È autore di numerose pubblicazioni su Platone, Kant e Goethe, nonché di interviste e articoli per giornali e riviste.

## Biografia
Gernot Böhme studiò matematica, fisica e filosofia presso l'Università di Gottinga e di Amburgo. Prese il dottorato di ricerca nel 1966 ad Amburgo, con un lavoro sulle modalità del tempo. Il passaggio dalla scienza alla filosofia fu parzialmente dovuta all'incontro con Carl Friedrich von Weizsäcker, con il quale ha lavorato a stretto contatto ad Amburgo e poi a Starnberg. Con Weizsäcker egli condivise un interesse per Platone e Kant. Dal 1965 al 1969 è stato ricercatore presso l'Università di Amburgo, con Weizsäcker, e successivamente presso l'Università di Heidelberg, con Georg Picht. Nel 1977 è diventato professore di filosofia presso la Technische Universität di Darmstadt. Nel 2005 è diventato direttore dell'Instituts für Praxis der Philosophie e. V. (IPPh). Sua moglie Farideh Akashe-Boehme è morta nel 2008.

## Il pensiero filosofico
Nel 1995 ha pubblicato un saggio filosofico sulle atmosfere dal titolo Atmosphäre: Essays zur neuen Ästhetik (tradotto in italiano: Atmosfere, estasi, messe in scena. L'estetica come teoria generale della percezione, Milano 2010), nel senso che «la presenza di una particolare situazione — ambientale, artistica, patetica —incide profondamente sulla nostra "cenestesi"  , o, se preferiamo sulla nostra Lebenswelt :..»  il nostro senso della vita. È innegabile che la visione di un'opera d'arte in una particolare situazione come può essere lo sfondo archeologico che la circonda o il complesso architettonico dell'interno di una chiesa o una musica in sottofondo, incidano profondamente sul giudizio che ne diamo e che viene alterato, positivamente o negativamente, da queste "atmosfere" dalle quali dobbiamo, invece, liberarci per acquisire una valutazione obiettiva, limitata cioè ai fattori percettivi.

## Opere
- 1994 Anthropologie in pragmatischer Hinsicht
- 1995 Atmosphäre: Essays zur neuen Ästhetik. Frankfurt am Main
- 1999 Theorie des Bildes. Fink, München
- 2001 Aisthetik. Vorlesungen über Ästhetik als allgemeine Wahrnehmungslehre, Fink
- 2002 Die Natur vor uns. Naturphilosophie in pragmatischer Hinsicht. Kusterdingen
- 2003 Der Typ Sokrates, Suhrkamp
- 2003 Leibsein als Aufgabe. Leibphilosophie in pragmatischer Hinsicht, Kusterdingen
- 2004 Platons theoretische Philosophie. WBG, Darmstadt.
- 2005 Goethes Faust als philosophischer Text. Die Graue Edition, Kusterdingen
- 2006 Architektur und Atmosphäre. München
- 2008 Invasive Technisierung. Technikphilosophie und Technikkritik. Kusterdingen
- 2008 Ethik leiblicher Existenz. Über unseren moralischen Umgang mit der eigenen Natur. Suhrkamp, Frankfurt am Main